# Peter I av Savojen
Peter I av Savojen, född 1048, död 1078, var regerande greve av Savojen från 1060 till 1078.